# Setdresser
De setdresser is de persoon die op filmsets namens het Art Department het uiterlijk van de film bewaakt tijdens de opnames.
In Nederland is de functie van setdresser een combinatie van wat in veel andere landen twee verschillende functies zijn:
- De on-set dresser gaat tijdens opnames over de filmsets en de rekwisieten (ook wel props genoemd) in het decor.
- De stand-by props zorgt voor de handprops, objecten die door acteurs worden vastgehouden of gebruikt. Deze handprops worden door de rekwisiteur aangeleverd.

## Functieomschrijving
In grote lijnen bestaat de functie setdresser in Nederland uit drie aspecten:

### Het inhoudelijke, creatieve aspect
De setdresser bewaakt het beeld namens het Art Department. Hij/zij kijkt mee op de monitor en past de posities van rekwisieten binnen het kader aan wanneer dit nodig is. De setdresser maakt zelfstandig (inhoudelijke) keuzes of overlegt met de cameraregisseur (Director of photography) en regie om tot het beeld te komen dat recht doet aan de visie van de production designer en de regisseur.

### De praktische, technische kant
De setdresser zorgt er voor dat de, in het script beschreven rekwisieten, op de juiste momenten op de set aanwezig zijn en deze naar behoren functioneren. Soms worden speciale rekwisieten of effecten door de setdresser voorbereid omdat hij/zij er tijdens de draaidag mee moet kunnen werken.
De setdresser zorgt er verder voor dat de filmset of het decor gefilmd kan worden zoals dit door het Art Department is ontworpen en voorbereid. Daarnaast maakt de setdresser werkruimte in de set voor de camera en het licht wanneer dit nodig is en herstelt de set voor volgende opnames. De setdresser doet last minute aanpassingen aan de sets en rekwisieten mocht dat gewenst zijn.

### De continuïteit
De setdresser bewaakt en documenteert de continuïteit waar het de sets en de rekwisieten aangaat. Vaak in nauwe samenwerking met de script-continuïteit. De plaats van rekwisieten kan per scene verschillen. Dit houdt in dat de rekwisieten per scene op de juiste plek in de set staan. De set zelf kan verschillende stadia van inrichting hebben omdat de opnames zelden chronologisch zijn.